# 吉井博明
吉井 博明（よしい ひろあき、1943年(昭和18年) - ）は、日本の災害情報論、情報社会論研究者。東京経済大学名誉教授。

## 経歴
埼玉県浦和市（現在のさいたま市の一部）生まれ。
1966年に東京工業大学理工学部物理学科を卒業、大学院に進学して、1971年に東京工業大学大学院理工学研究科博士課程単位取得満期退学。日本学術振興協会奨励研究員を経て、1972年に財団法人未来工学研究所（後に公益財団法人化）研究員となり、1973年に主任研究員。1981年、文教大学情報学部助教授に転じ、1986年に教授へ昇任。1999年には、東京経済大学コミュニケーション学部教授となった。
1980年代以降、防災情報の専門家として、政府関係の審議会、委員会に様々な形で関わるようになり、また、新聞記事などに専門家として意見を寄せることが多くなった。その間、原子力安全委員会専門委員、消防審議会会長、原子力規制委員会独立行政法人評価委員会原子力安全基盤機構部会委員などを歴任した。
2009年9月3日には、防災体制の整備への貢献に対し、防災功労者として内閣総理大臣表彰を受けている。
2014年3月に、東京経済大学を定年退職した。

## おもな著書

### 単著
- 都市防災、講談社 (講談社現代新書)、1996年
- 情報化と現代社会、北樹出版、1996年
- 情報のエコロジー：情報社会のダイナミズム、北樹出版、2000年

## 共著
- （岩本純との共著）「情報」の商品化と消費 : ソフトウエア開発の産業・企業・技術者、学文社、1998年

### 共編著
- （大矢根淳・浦野正樹・田中淳との共編）災害社会学入門、弘文堂、2007年
- （田中淳との共編）災害危機管理論、弘文堂、2008年
- （田中淳との共編）災害情報論入門、弘文堂、2008年